# Snaptu
Snaptu (pronuncia-se "snap tu") foi um aplicativo móvel gratuito desenvolvido pela empresa de mesmo nome Israelense que funcionou em praticamente todos os tipos de celulares com acesso a internet. Permitia ao usuário acessar serviços populares, variando de redes sociais como Facebook, Twitter, Flickr também para Picasa para entretenimento, notícias, blogs, esportes e guias locais. Sua última versão foi lançada em 15 de março de 2011.

## Visão geral
O foco do Snaptu foi sua capacidade de conectar os usuários mesmo com um telefone rudimentar na Web móvel. Recursos de plataforma cruzada do produto resultam da sua metodologia, em que os aplicativos não são executados no celular propriamente dito, mas em servidores da Internet.
O aplicativo era uma coleção de apps que incluiam Twitter, LinkedIn, Picasa, Flickr e outros, disponível a partir de sua própria loja de aplicativos. O app incluia mais de 30 aplicativos gratuitos e mais de 25 links a partir de 23 de setembro de 2010.
Em janeiro de 2011, o aplicativo Snaptu tinha mais de 78 milhões de usuários em todo o mundo.

## Aquisição pelo Facebook

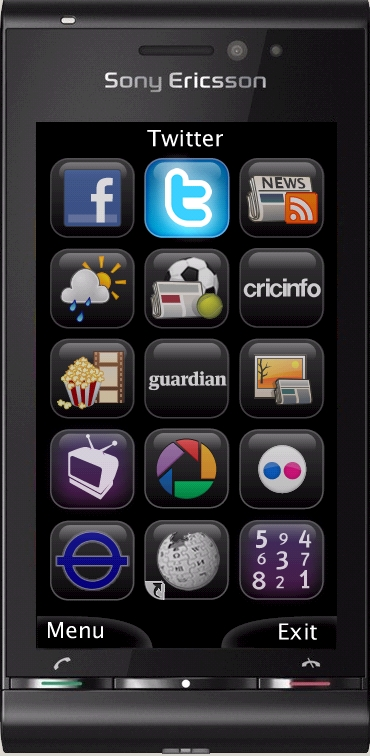
Página inicial do aplicativo em um celular da Sony Ericsson.

A rede social Facebook e a Snaptu estavam trabalhando para um aplicativo para o Facebook que foi lançado em 19 de janeiro de 2011 disponível para 2,5 mil aparelhos. De acordo com o Blog da empresa o aplicativo funciona em 80% dos aparelhos celulares disponíveis no mercado.
Um comunicado de imprensa em março de 2011, o blog da empresa confirmou que a empresa concordou em ser adquirida pelo Facebook. A empresa declarou em seu blog que a razão por ser adquirida pela Facebook foi que "ele ofereceu a melhor oportunidade para manter acelerando o ritmo de nosso desenvolvimento de produtos." De acordo com publicações globais o acordo está entre 60–70 milhões de dólares.
No final de outubro a Snaptu anunciou a todos os seus usuários que em 11 de novembro de 2011 iria ser desativados a maioria de seus aplicativos. Isso inclui a descontinuação de seus apps Twitter, Cricinfo e LinkedIn. Em vez de continuar o desenvolvimento dessas aplicações, o foco se volta para o seu aplicativo autônomo Facebook.
No final de dezembro de 2011, o aplicativo cessou em toda a sua funcionalidade substituída por uma mensagem informando aos usuários que o serviço tinha cessado, e forneceu um link para baixar o aplicativo sucessor "Facebook para Cada Telefone".